# Evolution Championship Series
Evolution Championship Series, thường được gọi là Evo, là một sự kiện thể thao điện tử hàng năm tập trung hoàn toàn vào các trò chơi đối kháng. Các giải đấu hoàn toàn mở và sử dụng thể thức loại đôi trực tiếp. Cũng như Super Battle Opera, các thí sinh đến từ khắp nơi trên thế giới để tham gia, đa phần là từ Nhật Bản. Kỳ Evolution đầu tiên tổ chức dưới dạng giải đấu thể thao điện tử Super Street Fighter II Turbo và Street Fighter Alpha 2 gọi là Battle by the Bay. Sau đó đổi tên thành Evo vào năm 2002. Sau những giải đấu thành công thì số lượng người tham dự đều tăng lên. Sự kiện tổ chức tại nhiều địa điểm khác nhau trên khắp Thung lũng Las Vegas kể từ năm 2005. Tính đến năm 2021, sự kiện thuộc sở hữu của Sony Interactive Entertainment và liên doanh thể thao điện tử Endeavour RTS.

## Lịch sử
Evo do Tom Cannon thành lập, nổi tiếng với công việc của ông trên Shoryuken.com, một trang web trò chơi đối kháng. Giải đấu bắt đầu với tên gọi "Battle by the Bay", một giải đấu thể thao điện tử Super Street Fighter II Turbo và Street Fighter Alpha 2 gồm 40 vận động viên vào năm 1996 tại Sunnyvale, California. Sự kiện sau đó đã chuyển đến địa điểm định kỳ của nó ở Las Vegas Valley. Sự kiện đổi tên thành Evolution Championship Series, gọi tắt là EVO, vào năm 2002. Theo thời gian, giải đấu phát triển, ghi nhận hơn một nghìn vận động viên tham gia vào năm 2009.
Ban đầu giải đấu sử dụng trò chơi thùng arcade, nhưng vào năm 2004, việc quyết định chuyển tất cả các nội dung sang phiên bản console của họ đã gây ra không ít tranh cãi. Trong quá trình chuyển đổi sang phiên bản trên máy chơi trò chơi điện tử thế hệ thứ bảy, hầu hết đều có thể chơi trên PlayStation 3, mặc dù Evo 2014 đã chơi hầu hết trên Xbox 360. Ngoài các giải đấu chính thức, còn có khu vực "BYOC" ("mang theo thiết bị của riêng bạn") cho phép chơi nhiều nội dung khác nhau và tổ chức các giải đấu phụ.

## Các lần tổ chức

### 1996–2001: Battle by the Bay
B3: Battle by the Bay do Tom "inkblot" Cannon, Tony "Ponder" Cannon, Joey "MrWizard" Cuellar, và Seth "S-Kill" Killian tổ chức, và diễn ra tại sảnh arcade Golfland ở Sunnyvale, California. Giải đấu có 40 vận động viên chủ yếu đến từ Hoa Kỳ, mặc dù B3 cũng có vận động viên đến từ Canada và Kuwait. B3 có giải đấu thể thao điện tử Super Street Fighter II Turbo và Street Fighter Alpha 2.
Giải vô địch thể thao điện tử Street Fighter B4 được tổ chức vào ngày 15–16 tháng 7 năm 2000 tại Folsom, California. B4 giới thiệu một số nội dung mới vào danh sách: Street Fighter Alpha 3, Street Fighter III: 3rd Strike và Marvel vs. Capcom 2: New Age of Heroes. Marvel vs. Capcom 2 mới xuất hiện là nội dung không phải Street Fighter đầu tiên được đưa vào và là tiền lệ để giải đấu phân nhánh sang các nội dung khác. Các nội dung Capcom Versus kể từ đó luôn góp mặt phần lớn trong các sự kiện Battle of the Bay và Evolution Championship Series.
Tổ chức vào tháng 8 năm 2001 tại Folsom, California, Giải vô địch B5 có sự tham dự của một lượng ứng viên quốc tế lớn hơn nhiều, đặc biệt là từ Nhật Bản. Capcom vs. SNK: Millennium Fight 2000 được giới thiệu trong danh sách nội dung tại B5 và Marvel vs. Capcom 2 một lần nữa là nội dung chính của sự kiện, được TechTV mô tả là "trò chơi arcade đối kháng hấp dẫn nhất của mùa giải."

### 2002
Năm 2002, sự kiện này chính thức được biết đến với tên gọi hiện tại, "Evo". Evo 2002 diễn ra vào ngày 9 tháng 8 năm 2002 tại Đại học California tại Los Angeles.
| Thứ hạng | Người chơi     | Biệt hiệu      | Nhân vật(s)       |
| -------- | -------------- | -------------- | ----------------- |
| 1st      | Jason Cole     | AfroCole       | Dhalsim           |
| 2nd      | Shinya Ohnuki  | Nuki           | Chun Li, O. Sagat |
| 3rd      | Jason DeHeras  | Shirts         | Dhalsim           |
| 4th      | Jason McGlone  | Apoc           | Vega              |
| 5th      | Jason Nelson   | xrolento       | Dhalsim, M. Bison |
| 5th      | John Choi      | Choiboy        | O. Sagat          |
| 7th      | Mike Watson    | Watts          | Ryu               |
| 7th      | Jesse Cardenas | Jumpsuit Jesse | Ken, Fei Long     |

| Thứ hạng | Người chơi           | Biệt hiệu  | Nhân vật(s)                                       |
| -------- | -------------------- | ---------- | ------------------------------------------------- |
| 1st      | Justin Wong          | Jwong      | Storm/Sentinel/Cyclops                            |
| 2nd      | Rodolfo Castro       | Rowtron    | Magneto, Cable, Sentinel, Storm, Captain Commando |
| 3rd      | Peter Rosas          | Combofiend | Magneto/Iron Man/Sentinel                         |
| 4th      | Alex Salguero        | SiN        | Sentinel/Cable/Captain Commando                   |
| 5th      | Nestor Corchado      | Nestor     | Storm/Sentinel/Cable                              |
| 5th      | Daniel Maniago       | Clockw0rk  | Sentinel/Strider Hiryu/Doctor Doom                |
| 7th      | Rattana Phanthourath | Rattana    |                                                   |
| 7th      | Tong Ho              | Genghis    |                                                   |

| Thứ hạng | Người chơi       | Biệt hiệu    | Nhân vật(s)                     |
| -------- | ---------------- | ------------ | ------------------------------- |
| 1st      | Hajime Taniguchi | Tokido       | N-E. Honda, Blanka, Sagat       |
| 2nd      | Shinya Ohnuki    | Nuki         |                                 |
| 3rd      | Hoa Kỳ           | Ken          | A-Yun, Iori, Cammy              |
| 4th      | Tetsuya Inoue    | Ino          | K-Cammy, Sagat, Blanka          |
| 5th      | Ryo Yoshida      | BAS          | A-Sakura, Akuma, Rolento, Bison |
| 5th      | Yasabe Matsumoto | Liquid Metal | N-Ryu, Chun-Li, Sagat, Blanka   |
| 7th      | John Choi        | Choiboy      | N-Blanka, Chun-Li, Sagat        |
| 7th      | Alex Valle       | CaliPower    | N-Ryu, Ken, Blanka, Sagat       |

### 2003
| Thứ hạng | Người chơi    | Biệt hiệu  | Nhân vật     |
| -------- | ------------- | ---------- | ------------ |
| 1st      | Kenji Obata   | KO         | Yun          |
| 2nd      | Daigo Umehara | Daigo      | Ken          |
| 3rd      | Keisuke Imai  | KSK        | Alex         |
| 4th      | Tetsuya Inoue | Ino        | Yun, Makoto  |
| 5th      | Hsien Chang   | hsien      | Ken          |
| 5th      | Ricki Ortiz   | HelloKitty | Chun Li      |
| 7th      | Mark Rogoyski | Mopreme    | Ken, Chun Li |
| 7th      | Shinya Ohnuki | Nuki       | Chun Li      |

| Thứ hạng | Người chơi     | Biệt hiệu  | Nhân vật                                                |
| -------- | -------------- | ---------- | ------------------------------------------------------- |
| 1st      | Justin Wong    | jwong      | Magneto/Cable/Sentinel                                  |
| 2nd      | Ricki Ortiz    | HelloKitty | Magneto/Storm/Psylocke, Storm/Sentinel/Captain Commando |
| 3rd      | Rodolfo Castro | Rowtron    | Sentinel/Magneto/Cable                                  |
| 4th      | Jason Kuan     | kuaneazy   | Magneto/Cable/Sentinel                                  |
| 5th      | Josh Wigfall   |            |                                                         |
| 5th      | Randy Lew      | nanoboi    |                                                         |
| 7th      | Sooyoung Chon  | SooMighty  |                                                         |
| 7th      | Long Tran      | ShadyK     |                                                         |

| Thứ hạng | Player        | Biệt hiệu | Nhân vật    |
| -------- | ------------- | --------- | ----------- |
| 1st      | Daigo Umehara | Daigo     | Ryu         |
| 2nd      | Ohnuki Shinya | Nuki      | Chun Li     |
| 3rd      | John Choi     | choiboy   | O. Sagat    |
| 4th      | Mike Watson   | Watts     | Balrog, Ryu |
| 5th      | Jason Cole    | Afrocole  | Dhalsim     |

| Thứ hạng | Người chơi     | Biệt hiệu | Nhân vật(s)           |
| -------- | -------------- | --------- | --------------------- |
| 1st      | Tetsuya Inoue  | Ino       | K- Blanka/Cammy/Sagat |
| 2nd      | Daigo Umehara  | Daigo     | C-Guile/Cammy/Sagat   |
| 3rd      | Kenryo Hayashi | Mago      | C-Honda/Chun/Blanka   |
| 4th      | Ryo Yoshida    | BAS       | A-Blanka/Sakura/Bison |
| 5th      | Justin Wong    | Jwong     | C-Vega/Sagat/Blanka   |
| 5th      | Amir Amirsaleh | Amir      | A-Sagat/Sakura/Bison  |
| 7th      | Jason Cole     | AfroCole  | K-Vega/Sagat/Cammy    |
| 7th      | Arturo Sanchez | Sabin     | C-Eagle/Sakura/Blanka |

| Thứ hạng | Người chơi      | Biệt hiệu   | Nhân vật(s)  |
| -------- | --------------- | ----------- | ------------ |
| 1st      | Josh Molinaro   | Jinkid      | Jin Kazama   |
| 2nd      | Anthony Tran    | Jackie Tran | Jin Kazama   |
| 3rd      | Wiley Adams III | TreyPhoenix | Jin Kazama   |
| 4th      | Chetan Chetty   | ChetChetty  | Paul Phoenix |

| Thứ hạng | Người chơi              | Biệt hiệu    | Nhân vật(s)                 |
| -------- | ----------------------- | ------------ | --------------------------- |
| 1st      | Bong-min Kim            | KBM          | Jin Kazama/Devil            |
| 2nd      | Ryan Hart               | Prodigal Son | Jin Kazama/Heihachi Mishima |
| 3rd      | Kenbou Kawakami         | TARE         | Lei Wulong/King             |
| 4th      | Eric Akins              | JOP          | Ogre/True Ogre              |
| 5th      | Dong-il Shin            | MaddogJin    | Bruce/Bryan                 |
| 5th      | Anthony Tran            | Jackie Tran  | Ogre/True Ogre              |
| 7th      | Josh Molianro           | JinKid       | True Ogre/Ogre              |
| 7th      | James Anthoney Billings | Honkey #1    | Jin/Heihachi                |

| Thứ hạng | Người chơi            | Biệt hiệu               | Nhân vật(s) |
| -------- | --------------------- | ----------------------- | ----------- |
| 1st      | Daniel Vu             | Dan The Nightmare (DTN) | Nightmare   |
| 2nd      | Will Johnson          | Semi                    | Astaroth    |
| 3rd      | Ari Weintrab          | Floe                    | Taki        |
| 4th      | Aris Bakhtanians      | Aris                    | Voldo       |
| 5th      | Andrew Shin           | X_SC2                   | Ivy         |
| 5th      | Marquette Yarbrough   | Mick                    | Cassandra   |
| 7th      | Manuel Nicholas Rocha | DevilX                  | Mitsurugi   |

| Thứ hạng | Người chơi         | Biệt hiệu    | Nhân vật(s)   |
| -------- | ------------------ | ------------ | ------------- |
| 1st      | Eiji Komatsu       | Chibita      | Lion Rafale   |
| 2nd      | Masafumi Yoshioka  | Ohsu-Akira   | Akira Yuki    |
| 3rd      | Ryan Hart          | Prodigal Son | Kage-Maru     |
| 4th      | Akinori Sato       | Neo Tower    | Jacky Bryant  |
| 5th      | Ohnuki Shinya      | Nuki         | Aoi           |
| 5th      | Yoshihisa Ishikawa | Kofu Megane  | Aoi           |
| 7th      | Dong-il Shin       | MaddogJin    | Jacky/Lei-fei |
| 7th      | Mike Abdow         | Myke         | Kage-Maru     |

| Thứ hạng | Người chơi     | Biệt hiệu | Nhân vật(s) |
| -------- | -------------- | --------- | ----------- |
| 1st      | Daigo Umehara  | Daigo     | Sol Badguy  |
| 2nd      | Soh Miura      | Miu       | Sol Badguy  |
| 3rd      | Saif Ebrahim   | ID        | Sol Badguy  |
| 4th      | Kenryo Hayashi | Mago      | Johnny      |
| 5th      | David Hem      | Aznhitler | Johnny      |
| 5th      | Alex T         | Eiji      | Sol Badguy  |
| 7th      | Drew Loken     | Kono      | Eddie       |
| 7th      | Eric Choi      | Zim       | Baiken      |

### 2005
Năm 2005 là năm đầu tiên Evo tổ chức tại khách sạn và sòng bạc Green Valley Ranch ở Las Vegas.
| Thứ hạng | Người chơi             | Biệt hiệu    | Nhân vật(s)                 |
| -------- | ---------------------- | ------------ | --------------------------- |
| 1st      | Byeong-mun Son         | Qudans       | Jin, Kazuya                 |
| 2nd      | Ryan Hart              | Prodigal Son | Jin, Kazuya                 |
| 3rd      | Thomas Kymn            | TomHilfiger  | Jin, Devil                  |
| 4th      | Brad Vitale            | Slips        | Eddy, Julia                 |
| 5th      | Joshua Molinaro        | JinKid       | Ogre, True Ogre             |
| 5th      | Christopher Villarreal | Crow         | Jin, Heihachi               |
| 7th      | Dong-il Shin           | MadDogJin    | Jin, Kazuya                 |
| 7th      | Nhật Bản               | SDZ          | Anna, Kuma/ Bruce, Michelle |

| Thứ hạng | Người chơi     | Biệt hiệu  | Nhân vật(s)           |
| -------- | -------------- | ---------- | --------------------- |
| 1st      | Ryo Yoshida    | D44 BAS    | A-Honda/Bison/Blanka  |
| 2nd      | Kenryo Hayashi | Mago       | C-Honda/Sagat/Blanka  |
| 3rd      | Yosuke Ito     | Kindevu    |                       |
| 4th      | Peter Rosas    | Combofiend | A-Rock/Rolento/Eagle  |
| 5th      | Ryota Fukumoto | RF         | A-Sakura/Bison/Blanka |
| 5th      | Shinya Ohnuki  | Nuki       | N-Akuma/Chun-Li/Sagat |
| 7th      | Justin Wong    | Jwong      | A-Haohmaru/Mai/Vega   |
| 7th      | Kim-Hahn Hoang | Ohayo      |                       |

| Thứ hạng | Người chơi          | Biệt hiệu | Nhân vật(s) |
| -------- | ------------------- | --------- | ----------- |
| 1st      | Ryota Fukumoto      | RF        | Faust       |
| 2nd      | Yosuke Ito          | Kindevu   | Eddie       |
| 3rd      | Soh Miura           | Miu       | Sol         |
| 4th      | Martin Phan         | Marn      | Eddie       |
| 5th      | Daniel Realyvasquez | Ruin      | Eddie       |
| 5th      | Kenryo Hayashi      | Mago      | Slayer      |
| 7th      | Hajime Taniguchi    | Tokido    | Eddie       |
| 7th      | Ryo Yoshida         | Bas       | Eddie       |

| Thứ hạng | Người chơi                | Biệt hiệu  | Nhân vật(s) |
| -------- | ------------------------- | ---------- | ----------- |
| 1st      | N/A                       | Gian       | Dhalsim     |
| 2nd      | Shinya Ohnuki             | Nuki       | Chun-Li     |
| 3rd      | Hajime Taniguchi          | Tokido     | Vega        |
| 4th      | Philip "Pigroach" Burnell | Darksfadil | Chun-Li     |
| 5th      | Campbell Tran             | Buktooth   | Chun-Li     |
| 5th      | Nick Inabnit              | NKI        | Chun-Li     |
| 7th      | Jason Cole                | AfroCole   | Dhalsim     |
| 7th      | Peter Hinh                | illshill   | E. Honda    |

| Thứ hạng | Người chơi      | Biệt hiệu  | Nhân vật(s)                       |
| -------- | --------------- | ---------- | --------------------------------- |
| 1st      | Duc Do          | Ducvader   | Spiral, Cable, Sentinel           |
| 2nd      | Michael Mendoza | Yipes      | Magneto, Storm, Psylocke          |
| 3rd      | Peter Avila     | Potter     | Storm, Sentinel, Cable            |
| 4th      | Justin Wong     | Jwong      | Magneto, Storm, Psylocke          |
| 5th      | Ricki Ortiz     | HelloKitty | Magneto, Storm, Psylocke          |
| 5th      | Chris Schmidt   |            | Magneto, Storm, Psylocke          |
| 7th      | Rob Miller      | Rawbzilla  | Sentinel, Storm, Captain Commando |
| 7th      | Nick Cortese    | Reset      | Magneto, Storm, Psylocke          |

| Thứ hạng | Người chơi             | Biệt hiệu   | Nhân vật(s) |
| -------- | ---------------------- | ----------- | ----------- |
| 1st      | Christopher Villarreal | Crow        | Steve       |
| 2nd      | Yuji Kato              | Yuu         | Feng Wei    |
| 3rd      | Dong-il Shin           | MadDogJin   | Steve       |
| 4th      | Christopher Abella     | jra64       | Nina        |
| 5th      | Nhật Bản               | Hato        | Bryan       |
| 5th      | Nhật Bản               | Mishimaster | Heihachi    |
| 7th      | Josh Park              | Arario      | Jack-5      |
| 7th      | Kenbou Kawakami        | TARE        | Ganryu      |

| Thứ hạng | Người chơi       | Biệt hiệu  | Nhân vật(s) |
| -------- | ---------------- | ---------- | ----------- |
| 1st      | Shinya Ohnuki    | Nuki       | Chun-Li     |
| 2nd      | Justin Wong      | Jwong      | Chun-Li     |
| 3rd      | Yoshihiko Togawa | Nitto      | Yun         |
| 4th      | Masahito Tsuji   | Mester     | Yun         |
| 5th      | Ricki Oritz      | HelloKitty | Chun-Li     |
| 5th      | Katsuhisa Ota    | Kokujin    | Dudley      |
| 7th      | Ryota Fukumoto   | RF         | Chun-Li     |
| 7th      | Joe Egami        | MOV        | Chun-Li     |

### 2006
Evo 2006 diễn ra tại Red Rock Resort Spa and Casino ở Las Vegas. Năm 2006 là năm đầu tiên Capcom ủng hộ chính thức, công khai các giải đấu Evolution. Theo truyền thống, Evo chỉ bao gồm các trò chơi đối kháng, nhưng vào năm 2006, hãng đã đưa Mario Kart DS vào bộ môn thi đấu.
| Thứ hạng | Người chơi         | Biệt hiệu      | Nhân vật(s)       |
| -------- | ------------------ | -------------- | ----------------- |
| 1st      | Carl White         | Perfect Legend | Gen Fu, Hayate    |
| 2nd      | Emmanuel Rodriguez | Master         | Hayabusa          |
| 3rd      | Luke Hess          | thehighguy     | Zack              |
| 4th      | Daniel Roberson    | King           | Hayabusa          |
| 5th      | Jeremy Florence    | Black Mamba    | Helena / Lei-Fang |
| 5th      | Erik Argetsinger   | Rikuto         | Bayman            |
| 7th      | Jimmy Quincy Ellis | JustOwnin      | Hitomi            |
| 7th      | Bill Menoutis      | Tom Brady      | Gen Fu            |

| Thứ hạng | Người chơi     | Biệt hiệu       | Nhân vật(s)            |
| -------- | -------------- | --------------- | ---------------------- |
| 1st      | Yosuke Ito     | Kindevu         | A-Sakura/Bison/Blanka  |
| 2nd      | Ricki Ortiz    | HelloKitty      | A-Vega/Sakura/Blanka   |
| 3rd      | Peter Rosas    | Combofiend      | K-Ken/Sagat/Cammy      |
| 4th      | Campbell Tran  | Buktooth        | N-Hibiki/Morrigan/Iori |
| 5th      | Justin Wong    | JWong           | C-Vega/Blanka/Sagat    |
| 5th      | Daigo Umehara  | Daigo           | A-Blanka/Vega/Bison    |
| 7th      | Gene Wong      | Hail and Kill   | A-Vega/Bison/Blaka     |
| 7th      | Kim Hahn-hoang | Ohayo (Kim1234) |                        |

| Thứ hạng | Người chơi                                | Biệt hiệu                         | Team Name       | Nhân vật(s)             |
| -------- | ----------------------------------------- | --------------------------------- | --------------- | ----------------------- |
| 1st      | Ryo Yoshida                               | BAS Mint Ruu                      | Team BAS        | ??? Testament Bridget   |
| 2nd      | Daigo Umehara Ryota Fukumoto Yosuke Ito   | Daigo RF Kindevu                  | Team Daigo      | Eddie                   |
| 3rd      | Alex Garvin Peter Susini Chaz Frazer      | Mozanrath FlashMetroid Mynusdono  | Team Alex G     | Sol                     |
| 4th      | Mike Boczar David Cue George              | Elvenshadow Cue Juicy G           | Team Mike B     | Faust Sol               |
| 5th      | Peter Rosas Saif Ebrahim Romel Shaheed    | Combofiend ID Chaotic Blue        | Team R.U.N.     |                         |
| 5th      | Paul Kugler Scott Lockhart                | Koogy Spirit Juice JC Gross       | Team 17 Seconds | Slayer Sol Testament    |
| 7th      | Hajime Taniguchi Kenryo Hayashi Soh Miura | Tokido Mago Miu                   | Team Miu        |                         |
| 7th      | Jamarr Lewis Simon Yoo Mario Mejia        | JaMarvelous YooYoung YouCanWonder | Team JaMarr     | Potemkin Sol Badguy ??? |

| Thứ hạng | Người chơi       | Biệt hiệu      | Nhân vật(s)          |
| -------- | ---------------- | -------------- | -------------------- |
| 1st      | Alex Wolfe       | A_wolfe        | ST Dhalsim, CE Bison |
| 2nd      | Jason Nelson     | xrolento       | ST Bison, CE Sagat   |
| 3rd      | Hajime Taniguchi | Tokido         | CE Bison             |
| 4th      | Alex Valle       | Calipower      | CE Sagat, ST Ryu     |
| 5th      | Daigo Umehara    | Daigo          | ST Ryu               |
| 5th      | Graham Wolfe     | GWolfe         | ST Vega, ST Balrog   |
| 7th      | John Choi        | Korean Inferno | HF Ryu               |
| 7th      | Quoc Hung Nguyen | AfroLegends    | ST Balrog, ST Deejay |

| Thứ hạng | Người chơi      | Biệt hiệu | Nhân vật(s)                                             |
| -------- | --------------- | --------- | ------------------------------------------------------- |
| 1st      | Justin Wong     | JWong     | Storm/Sentinel/Cyclops                                  |
| 2nd      | Alex De Sousa   | Chunksta  | Sentinel/Storm/Captain Commando, Magneto/Storm/Sentinel |
| 3rd      | Nick Cortese    | Reset     | Magneto/Storm/Psylocke, Magneto/Storm/Sentinel          |
| 4th      | Sooyoung Chon   | SooMighty | Magneto/Storm/Psylocke                                  |
| 5th      | Michael Mendoza | IFC Yipes | Storm/Sentinel/Cyclops, Magneto/Storm/Psylocke          |
| 5th      | Duc Do          | Ducvader  | Spiral/Cable/Sentinel                                   |
| 7th      | Jason Mar       | Jmar      | Magneto/Storm/Sentinel                                  |
| 7th      | Ramon Torres    | Eder      | Cable/Storm-Y/Cyclops                                   |

| Thứ hạng | Người chơi             | Biệt hiệu   | Nhân vật(s)      |
| -------- | ---------------------- | ----------- | ---------------- |
| 1st      | Christopher Villarreal | Crow        | Steve            |
| 2nd      | Bronson Tran           | Bronson     | Ganryu           |
| 3rd      | Christopher Abella     | Jra64       | Steve, Roger Jr. |
| 4th      | Justin Wong            | Jwong       | Steve, Jack-5    |
| 5th      | Rich Bantegui          | Filthy      | Heihachi         |
| 5th      | Michael Brandt         | Jinmaster   | Nina             |
| 7th      | Josh Park              | Arario      | Jack-5           |
| 7th      | Anthony Tran           | Jackie Tran | Nina             |

| Thứ hạng | Người chơi       | Biệt hiệu | Nhân vật(s)    |
| -------- | ---------------- | --------- | -------------- |
| 1st      | Yoshihiko Togawa | Nitto     | Yun            |
| 2nd      | Issei Suzuki     | Issei     | Yun            |
| 3rd      | Shinya Ohnuki    | Nuki      | Chun-Li        |
| 4th      | Masahito Tsuji   | Mester    | Yun            |
| 5th      | Michael Fauson   | PyroLee   | Yun            |
| 5th      | Hajime Taniguchi | Tokido    | Chun-Li, Urien |
| 7th      | Amir Amirsaleh   | Amir      | Chun-Li        |
| 7th      | Alex Valle       | Calipower | Ken            |

| Thứ hạng | Người chơi      | Biệt hiệu   | Nhân vật(s) |
| -------- | --------------- | ----------- | ----------- |
| 1st      | Cameron Tangen  | CAM         | ROB         |
| 2nd      | Josh Habben     | Husky217    | Wario       |
| 3rd      | Adam Sexton     |             | Bowser      |
| 4th      | Josh Consentino | Universe    | Dry Bones   |
| 5th      | James Seng      | J.Seng      | ROB         |
| 5th      | Glenn Cravens   | The Game II | Waluigi     |
| 7th      | James Chen      | Chensor     | Luigi       |
| 7th      | Raphael Rodil   | Illuzionz   | Bowser      |

### 2007
Evo 2007, tên chính thức là Evo World 2007, diễn ra từ ngày 24 đến 26 tháng 8 tại Green Valley Ranch, ở Las Vegas. Trong năm có một số giải đấu khác được tổ chức trên khắp nước Mỹ mang tên Evo. Danh sách có tám nội dung: Street Fighter III: 3rd Strike, Capcom vs. SNK 2, Virtua Fighter 5, Marvel vs. Capcom 2, Street Fighter II Turbo, Tekken 5: Dark Resurrection, Guilty Gear XX Λ Core và Super Smash Bros. Melee.
| Thứ hạng | Người chơi       | Biệt hiệu   | Nhân vật(s)    |
| -------- | ---------------- | ----------- | -------------- |
| 1st      | Shinya Ohnuki    | Nuki        | Chun-Li        |
| 2nd      | Hajime Taniguchi | Tokido      | Chun-Li, Urien |
| 3rd      | Alex Valle       | Calipower   | Ken, Ryu       |
| 4th      | Mike Wakefield   | Makoto Mike | Makoto         |
| 5th      | Ryan Harvey      | Fubarduck   | Chun-Li        |
| 5th      | David Hem        | Aznhitler   | Necro          |
| 7th      | Ricki Ortiz      | HelloKitty  | Chun-Li        |
| 7th      | Ed Ma            |             | Ken            |

| Thứ hạng | Người chơi       | Biệt hiệu  | Nhân vật(s)                                   |
| -------- | ---------------- | ---------- | --------------------------------------------- |
| 1st      | Ryo Yoshida      | BAS        | A-Blanka, Vega, M. Bison                      |
| 2nd      | Ricki Ortiz      | HelloKitty | A-Vega, Sakura, Blanka                        |
| 3rd      | Justin Wong      | Jwong      | C-Vega, Chun-Li, Sagat/A-Vega, Sakura, Blanka |
| 4th      | Yosuke Ito       | Kindevu    | A-Sakura, M. Bison, Blanka                    |
| 5th      | Hajime Taniguchi | Tokido     | A-Sakura, M. Bison, Blanka                    |
| 5th      | Campbell Tran    | Buktooth   | N-Iori, Morrigan, Chun-Li, Hibiki             |
| 7th      | John Choi        | Choiboy    | C-Sakura, Ken, Sagat, Guile                   |
| 7th      | Peter Rosas      | Combofiend | K-Ken, Sagat, Cammy                           |

| Thứ hạng | Người chơi       | Biệt hiệu | Nhân vật(s) |
| -------- | ---------------- | --------- | ----------- |
| 1st      | Hiromiki Kumada  | Itazan    | Shun Di     |
| 2nd      | Ohnuki Shinya    | Nuki      | Aoi, Pai    |
| 3rd      | Nhật Bản         | Otome     | Jacky       |
| 4th      | Hajime Taniguchi | Tokido    | Pai         |
| 5th      | Mike Abdow       | Myke      | Kage        |
| 5th      | Tetsuya Inoue    | Ino       | Kage        |
| 7th      | Jeff Nguyen      | Renzo     | Brad        |
| 7th      | Sean Howard      |           | Brad        |

| Thứ hạng | Người chơi       | Biệt hiệu   | Nhân vật(s)           |
| -------- | ---------------- | ----------- | --------------------- |
| 1st      | Hajime Taniguchi | Tokido      | Vega                  |
| 2nd      | John Choi        | Choiboy     | Ryu, O. Sagat         |
| 3rd      | Graham Wolfe     | GWolfe      | Balrog, Vega          |
| 4th      | Quoc Hung Nguyen | AfroLegends | Dee Jay, Balrog       |
| 5th      | David Sirlin     | Sirlin      | Honda, M. Bison, Vega |
| 5th      | Nick Inabnit     | NKI         | Chun-Li               |
| 7th      | Shinya Ohnuki    | Nuki        | Chun-Li               |
| 7th      | Alex Valle       | CaliPower   | Ryu                   |

| Thứ hạng | Người chơi        | Biệt hiệu    | Nhân vật(s)                                    |
| -------- | ----------------- | ------------ | ---------------------------------------------- |
| 1st      | Michael Mendoza   | IFC Yipes    | Magneto/Storm/Psylocke                         |
| 2nd      | Justin Wong       | Jwong        | Storm/Sentinel/Cyclops, Magneto/Storm/Psylocke |
| 3rd      | Erik Arroyo       | Smoothviper  | Sentinel/Storm/Captain Commando                |
| 4th      | Chris Schmidt     | TehBoogieman | Storm/Sentinel/Captain Commando                |
| 5th      | Brandon DeShields | Demon Hyo    | Magneto/Storm/Psylocke                         |
| 5th      | Loren Riley       | Fanatiq      | Magneto/Storm/Psylocke                         |
| 7th      | Sanford Kelly     | Santhrax     | Storm/Sentinel/Captain Commando                |
| 7th      | Peter Avila       | Potter       |                                                |

| Thứ hạng | Người chơi    | Biệt hiệu | Nhân vật(s) |
| -------- | ------------- | --------- | ----------- |
| 1st      | Josh Park     | Arario    | Jack-5      |
| 2nd      | Spero Gineros | Spero Gin | Eddy        |
| 3rd      | Bronson Tran  | Insanelee | Ganryu      |
| 4th      | Derek Lee     | KaNe      | Devil Jin   |
| 5th      | Rich Bantegui | Filthy    | Heihachi    |
| 5th      | Brad Vitale   | Slips     | Eddy        |
| 7th      | Jimmy Tran    | Mr. Naps  | Bryan       |
| 7th      | Andy Lam      | 725       | Steve       |

| Thứ hạng | Người chơi                                   | Biệt hiệu                         | Team Name        | Nhân vật(s)                |
| -------- | -------------------------------------------- | --------------------------------- | ---------------- | -------------------------- |
| 1st      | Nhật Bản · Nhật Bản                          | Yossan Gibson                     | Team Yossan      | I-No Eddie                 |
| 2nd      | Peter Susini Alex G. Martin Phan             | Flash Metroid Alex G. Marn        | Team Shit Talk   | Jam Kurodoberi Dizzy Eddie |
| 3rd      | Ryo Yoshida                                  | BAS Kami-chan Mint                | Team Kabuki      | Sol                        |
| 4th      | Aaron Harris John Prucha                     | AKA Juicy G BlackSnake            | Team Matlockdown | Millia Order Sol Venom     |
| 5th      | Warren Pruitt Sean Howard                    | Dorenk2k Sean Howard Raekwon      | Team Over 9000   |                            |
| 5th      | David Cue Bob Washington                     | Cue Bob Washington Nebraska Keith | Team Cue         |                            |
| 7th      | Hajime Taniguchi Kenryo Hayashi Shinya Onuki | Tokido Mago Nuki                  | Team Tokido      |                            |
| 7th      | Soh Miura Yosuke Ito Tetsuya Inoue           | Miu Kindevu Ino                   | Team Miu         |                            |

| Thứ hạng | Người chơi          | Biệt hiệu    | Nhân vật(s)           |
| -------- | ------------------- | ------------ | --------------------- |
| 1st      | Ken Hoang           | SephirothKen | Marth                 |
| 2nd      | Hugo Gonzalez       | HugS         | Samus                 |
| 3rd      | Joseph Marquez      | Mang0        | Jigglypuff            |
| 4th      | Christopher Szygiel | PC Chris     | Falco, Fox            |
| 5th      | Daniel Rodriguez    | ChuDat       | Ice Climbers, Pikachu |
| 5th      | Eddie Howells       | Eddie        | Ganondorf             |
| 7th      | Kashan Khan         | Chillindude  | Fox                   |
| 7th      | Alex Fuentes        | DieSuperFly  | Sheik                 |

### 2008
Evo 2008 diễn ra tại Tropicana Las Vegas trên dải Las Vegas. từ ngày 8 đến ngày 10 tháng 8. Giải đấu có sáu nội dung trong danh sách chính thức: Capcom vs. SNK 2, Tekken 5: Dark Resurrection, Street Fighter III: 3rd Strike, Super Smash Bros. Brawl, Super Street Fighter II Turbo, và Marvel vs. Capcom 2. Nội dung Brawl đã bị chỉ trích vì bộ luật của nó, cho phép sử dụng các vật phẩm bật và xảy ra việc một người chơi tương đối không xác định được thất bại Ken Hoang.
Evo 2008 cũng cho phép người tham dự xem trước các nội dung: BlazBlue: Calamity Trigger, Street Fighter IV, Super Street Fighter II Turbo HD Remix, và Tatsunoko vs. Capcom.
| Thứ hạng | Người chơi       | Biệt hiệu    | Nhân vật(s)    |
| -------- | ---------------- | ------------ | -------------- |
| 1st      | Shinya Ohnuki    | Nuki         | Chun-Li        |
| 2nd      | Justin Wong      | Jwong        | Chun-Li        |
| 3rd      | Amir Amirsaleh   | Amir         | Chun-Li        |
| 4th      | Hajime Taniguchi | Tokido       | Chun-Li, Urien |
| 5th      | Ryan Harvey      | Fubarduck    | Chun-Li        |
| 5th      | J.R. Rodriguez   | JR           | Akuma          |
| 7th      | Ryan Hart        | Prodigal Son | Ken, Yun       |
| 7th      | Mike Watson      | Watts        | Yun, Ken       |

| Thứ hạng | Người chơi        | Biệt hiệu       | Nhân vật(s)                       |
| -------- | ----------------- | --------------- | --------------------------------- |
| 1st      | Justin Wong       | Jwong           | Sentinel, Storm, Captain Commando |
| 2nd      | Alex De Sousa     | Chunksta        | Magneto, Storm, Sentinel          |
| 3rd      | Erik Arroyo       | Smoothviper     | Magneto, Cable, Sentinel          |
| 4th      | Chris Scott       | Crizzle         | Magneto, Storm, Psylocke          |
| 5th      | Toan Nguyen       | Toan            | Magneto, Storm, Psylocke          |
| 5th      | Wes Matsui        | Blockable Laser | Sentinel, Storm, Captain Commando |
| 7th      | Danny Shnorhokian | MegamanDS       | Magneto, Storm, Psylocke          |
| 7th      | Loren Riley       | Fanatiq         | Magneto, Storm, Psylocke          |

| Thứ hạng | Người chơi       | Biệt hiệu   | Nhân vật(s)                           |
| -------- | ---------------- | ----------- | ------------------------------------- |
| 1st      | John Choi        | Choiboy     | C-Ken/Cammy/Sagat                     |
| 2nd      | Ryo Yoshida      | BAS         | A-Vega/Blanka/Bison                   |
| 3rd      | Ricki Ortiz      | HelloKitty  | A-Vega/Sagat/Blanka                   |
| 4th      | Justin Wong      | Jwong       | C-Vega/Iori/Sagat, C-Vega/Cammy/Sagat |
| 5th      | Hajime Taniguchi | Tokido      | A-Sakura/Bison/Blanka                 |
| 5th      | Gene Wong        | Hall & Kill | A-Vega/Blanka/Bison                   |
| 7th      | Campbell Tran    | Buktooth    | N-Morrigan/Iori/Hibiki                |
| 7th      | Peter Rosas      | Combofiend  |                                       |

| Thứ hạng | Người chơi       | Biệt hiệu | Nhân vật(s)            |
| -------- | ---------------- | --------- | ---------------------- |
| 1st      | John Choi        | Choiboy   | Ryu, O. Sagat, Ken     |
| 2nd      | Shinya Ohnuki    | Nuki      | Chun-Li                |
| 3rd      | Alex Valle       | CaliPower | Ryu                    |
| 4th      | Hajime Taniguchi | Tokido    | Vega                   |
| 5th      | David Sirlin     | Sirlin    | M. Bison, Vega, Blanka |
| 5th      | Nhật Bản         | Kusumondo | E. Honda               |
| 7th      | Justin Wong      | Jwong     | Vega, O. Ken           |
| 7th      | Jason de Heras   | Shirts    | Dhalsim                |

| Thứ hạng | Người chơi               | Biệt hiệu    | Nhân vật(s) |
| -------- | ------------------------ | ------------ | ----------- |
| 1st      | Ryan Hart                | Prodigal Son | Kazuya      |
| 2nd      | Paco Vilaró              | Gandido      | Devil Jin   |
| 3rd      | Mario Canales            | Cano         | Eddy Gordo  |
| 4th      | Noel Lawrence Villadolid | VFanatic     | King        |
| 5th      | Justin Luria             | Lingmassacre | Ling        |
| 5th      | Rene Maistry             | DJ KOR       | Ganryu      |
| 7th      | Reepal Parbhoo           | Rip          | Law         |
| 7th      | Hoa Kỳ                   | Som          | Feng        |

| Thứ hạng | Người chơi           | Biệt hiệu    | Nhân vật(s)        |
| -------- | -------------------- | ------------ | ------------------ |
| 1st      | Asim Mehta           | CPU          | R.O.B.             |
| 2nd      | Ken Hoang            | SephirothKen | Marth              |
| 3rd      | Ricky Diaz           | Hall         | Snake              |
| 4th      | Kyle King            | SK92         | Falco              |
| 5th      | Hoa Kỳ               | Peapo        | Peach              |
| 5th      | Darwin Layco         | D-Win        | Snake, Sheik       |
| 7th      | Bobby                | WDRM         | Lucas              |
| 7th      | Nicolas Henri Bardol | BarDulL      | Marth, King Dedede |

### 2010
Evo 2010, tổ chức tại Caesars Palace từ ngày 9 tháng 7 năm 2010 đến ngày 11 tháng 7 năm 2010 có một số lượng lớn các vận động viên cạnh tranh, với Super Street Fighter IV thu hút khoảng 1.800 người thi đấu để giành số tiền thưởng 20.000 đô la. Đáng chú ý nhất trong EVO này là Justin Wong củng cố sự thống trị của anh ấy trong nội dung Marvel vs. Capcom 2, đánh bại nhà vô địch của năm trước, Sanford Kelly. Cũng đáng chú ý là Wong không lọt vào top 8 trong nội dung Super Street Fighter IV, trở thành nạn nhân đầu tiên của Vance "Vangief" Wu và ngay sau đó là vận động viên đến từ Đài Loan Bruce "GamerBee" Hsiang. Melty Blood: Actress Again đã được đưa vào sau một cuộc thăm dò trên Shoryuken.com để quyết định nội dung cuối cùng của giải đấu, đánh bại Street Fighter III: 3rd Strike, Capcom vs. SNK 2, Marvel vs. Capcom 2, Soulcalibur IV. The King of Fighters XII. BlazBlue: Calamity Trigger cũng được đưa vào, nhưng sau khi phần lớn cộng đồng chuyển sang BlazBlue: Continuum Shift, nội dung đó được quyết định thay thế bằng Marvel vs. Capcom 2. Cũng đáng chú ý là mức độ giới hạn của G4 trong sự kiện này, thậm chí còn có Adam Sessler, người dẫn chương trình X-Play, để bình luận trận chung kết Super Street Fighter IV.
| Thứ hạng | Người chơi     | Biệt hiệu      | Nhân vật(s)       |
| -------- | -------------- | -------------- | ----------------- |
| 1st      | Daigo Umehara  | Daigo          | Ryu               |
| 2nd      | Ricki Ortiz    | EG Ricki Ortiz | Rufus, Chun-Li    |
| 3rd      | Seon-Woo Lee   | Infiltration   | Akuma, Juri       |
| 4th      | Mike Ross      | Mike Ross      | E. Honda          |
| 5th      | Bruce Hsiang   | GamerBee       | Adon              |
| 5th      | Vance Wu       | BLG Vangief    | Zangief           |
| 7th      | Henry Cen      | Golden Cen     | E. Honda, Dhalsim |
| 7th      | Shane Cummings | Shizza         | Chun-Li           |

| Thứ hạng | Người chơi       | Biệt hiệu      | Nhân vật(s)  |
| -------- | ---------------- | -------------- | ------------ |
| 1st      | Hyun-kyu Park    | Nin            | Steve        |
| 2nd      | Reepal Parbhoo   | Rip            | Law          |
| 3rd      | Jimmy Tran       | Mr. Naps       | Bryan, Bruce |
| 4th      | Jim Esmersey     | Devil Jim      | Julia        |
| 5th      | James Garrett    | JustFrameJames | Law          |
| 5th      | Hajime Taniguchi | Tokido         | Bob          |
| 7th      | Chris Villarreal | Crow           | Bob, Lars    |
| 7th      | Rene Maistry     | GMMA Kor       | Bob, Lars    |

| Thứ hạng | Người chơi       | Biệt hiệu   | Nhân vật(s)       |
| -------- | ---------------- | ----------- | ----------------- |
| 1st      | Yoichiro Aruga   | Garu        | H-Kohaku, H-VSion |
| 2nd      | Steve Barthelemy | Lord Knight | H-Kohaku          |
| 3rd      | Antonio Medrano  | Kusanagi    | H-Aoko            |
| 4th      | Byron Barzabal   | HF Blade    | C-Ciel            |
| 5th      | Brandon Lee      | Brandinos   | F-Ciel            |
| 5th      | Yuji Tanaka      | YAT         | H-Tohno           |
| 7th      | James Xie        | Xiei        | C-Mech Hisui      |
| 7th      | Eric Gutierrez   | Numakie     | C-Hisui           |

| Thứ hạng | Người chơi    | Biệt hiệu     | Nhân vật(s)                                                  |
| -------- | ------------- | ------------- | ------------------------------------------------------------ |
| 1st      | Martin Phan   | EG Marn       | Zero, Alex, Tekkaman Blade                                   |
| 2nd      | Kevin Baigan  | KBeast        | Yatterman-1, Batsu, Megaman Volnutt, Tekkaman, Yatterman-2   |
| 3rd      | Justin Wong   | EG JWong      | Jun the Swan, Chun-Li, Ryu, Karas                            |
| 4th      | Jeff Blyden   | Kurasa        | Doronjo, Chun-Li, Saki                                       |
| 5th      | Brett Navarro | Psychochronic | PTX-40A, Doronjo, Soki                                       |
| 5th      | Edward Valdez | RoyalFlush    | Polimar, Ippatsuman, Tekkaman, Tekkaman Blade, Viewtiful Joe |
| 7th      | Ski Sonic     | Skisonic      | Gold Lightan, Ken the Eagle, Yatterman-1                     |
| 7th      | Adam Heart    | Keits         | Tekkaman Blade, Ryu, Gold Lightan                            |

| Thứ hạng | Người chơi       | Biệt hiệu   | Nhân vật(s)     |
| -------- | ---------------- | ----------- | --------------- |
| 1st      | Darryl Lewis     | Snake Eyez  | Zangief         |
| 2nd      | Hoa Kỳ           | DGV         | Ryu             |
| 3rd      | Quoc Hung Nguyen | AfroLegends | Balrog, Dee Jay |
| 4th      | Daigo Umehara    | Daigo       | Balrog, Ryu     |
| 5th      | Jason Cole       | Afro Cole   | Dhalsim         |
| 5th      | Hajime Taniguchi | Tokido      | Vega, E. Honda  |
| 7th      | Alex Valle       | CaliPower   | Ryu, Sagat      |
| 7th      | Ryan Cadiente    | RyRy        | Ryu             |

| Thứ hạng | Người chơi      | Biệt hiệu       | Nhân vật(s)                          |
| -------- | --------------- | --------------- | ------------------------------------ |
| 1st      | Justin Wong     | EG JWong        | Storm, Sentinel, Cyclops             |
| 2nd      | Sanford Kelly   | EMP Santhrax    | Storm, Sentinel, Cable               |
| 3rd      | Daniel Maniago  | Clockw0rk       | Strider Hiryu, Sentinel, Doctor Doom |
| 4th      | Michael Mendoza | IFC Yipes       | Storm, Magneto, Psylocke             |
| 5th      | Abraham Sotelo  | Neo             | Sentinel, Storm, Captain Commando    |
| 5th      | Chris Scott     | Crizzle         | Magneto, Storm, Psylocke             |
| 7th      | Arthur Catigbe  | Chaos Nightwolf | Sentinel, Storm, Captain Commando    |
| 7th      | Robert Tim      | Regency Rob     | Storm, Sentinel, Captain Commando    |

| Thứ hạng | Người chơi          | Biệt hiệu       | Nhân vật(s)       |
| -------- | ------------------- | --------------- | ----------------- |
| 1st      | Marie-Laure Norindr | aAa Kayane      | Chun-Li           |
| 2nd      | Sola Adesiji        | DMG BurnYourBra | Ken, Gouken, Rose |
| 3rd      | Hoa Kỳ              | Yellowgal       | Chun-Li           |
| 4th      | Lina Yu             |                 | Blanka            |

### Evo 2011
| Super Street Fighter IV Arcade Edition | Super Street Fighter IV Arcade Edition | Super Street Fighter IV Arcade Edition | Super Street Fighter IV Arcade Edition |
| Vị thứ                                 | Người chơi                             | Biệt hiệu                              | Nhân vật                               |
| -------------------------------------- | -------------------------------------- | -------------------------------------- | -------------------------------------- |
| 1st                                    | Keita Ai                               | Fuudo                                  | Fei Long                               |
| 2nd                                    | Abdullatif Alhmili                     | Brokentier Latif                       | C.Viper                                |
| 3rd                                    | Chung-gon Lee                          | Totalheads POONGKO                     | Seth                                   |
| 4th                                    | Daigo Umehara                          | MCZ Daigo                              | Yun                                    |
| 5th                                    | Yosuke Ito                             | eLive\|Pro Kindevu                     | Yun                                    |
| 5th                                    | Hajime Taniguchi                       | Tokido MCZ                             | Akuma                                  |
| 7th                                    | Joshua Philpot                         | Wolfkrone                              | C.Viper                                |
| 7th                                    | Peter Susini                           | FlashMetroid                           | Zangief, C.Viper                       |

| Marvel vs. Capcom 3 | Marvel vs. Capcom 3 | Marvel vs. Capcom 3   | Marvel vs. Capcom 3           |
| Vị thứ              | Người chơi          | Biệt hiệu             | Nhân vật                      |
| ------------------- | ------------------- | --------------------- | ----------------------------- |
| 1st                 | Jay Snyder          | BOX Viscant           | Wesker, Haggar, Phoenix       |
| 2nd                 | Eduardo Perez       | MCZ\|DMG PR Balrog    | Dante, Wolverine, Tron        |
| 3rd                 | Justin Wong         | EG Justin Wong        | She-Hulk, Wolverine, Akuma    |
| 4th                 | Peter Rosas         | coL.CC Combofiend     | She-Hulk, Taskmaster, Spencer |
| 5th                 | Noel Brown          | UVG Noel Brown        | Wesker, Wolverine, Akuma      |
| 5th                 | Ryan Ramirez        | coL.CC Filipino Champ | Magneto, Sentinel, Phoenix    |
| 7th                 | Tinh Ngo            | Mine                  | Wesker, Taskmaster, Phoenix   |
| 7th                 | Raymond Monsada     | X-Ray                 | Dante, Amaterasu, Magneto     |

| Mortal Kombat | Mortal Kombat        | Mortal Kombat           | Mortal Kombat       |
| Vị thứ        | Người chơi           | Biệt hiệu               | Nhân vật            |
| ------------- | -------------------- | ----------------------- | ------------------- |
| 1st           | Carl White           | MCZ\|DMG Perfect Legend | Kung Lao            |
| 2nd           | Hoa Kỳ               | vVv REO                 | Milenna, Cyrax      |
| 3rd           | Hoa Kỳ               | JOP                     | Johnny Cage, Raiden |
| 4th           | Christopher Gonzalez | Chris G                 | Reptile             |
| 5th           | Hoa Kỳ               | Denzell Terry           | Liu Kang            |
| 5th           | Steve Brownback      | 16-bit                  | Kitana              |
| 7th           | Hoa Kỳ               | ATL Redd                | Liu Kang            |
| 7th           | Anthony Villanueva   | OnlineTony213           | Kabal               |

| BlazBlue: Continuum Shift II | BlazBlue: Continuum Shift II | BlazBlue: Continuum Shift II | BlazBlue: Continuum Shift II |
| Vị thứ                       | Người chơi                   | Biệt hiệu                    | Nhân vật                     |
| ---------------------------- | ---------------------------- | ---------------------------- | ---------------------------- |
| 1st                          | Hoa Kỳ                       | Spark                        | Hakumen                      |
| 2nd                          | Stephen Barthelemy           | Lord Knight                  | Litchi, Makoto               |
| 3rd                          | Hajime Taniguchi             | MCZ\|Tokido                  | Noel                         |
| 4th                          | Hoa Kỳ                       | Zong One                     | Carl                         |
| 5th                          | Rob                          | Heartnana                    | Makoto                       |
| 5th                          | Severin Victor               | Severin                      | Lambda-11                    |
| 7th                          | Hoa Kỳ                       | DSmoove12                    | Noel                         |
| 7th                          | Hoa Kỳ                       | Wuku                         | Hazama                       |

| 1st | Rene Maistry           | DMG\|Kor       | Bob         |
| 2nd | Shawn Swain            | Fab            | Bob, Miguel |
| 3rd | Reepal Parbhoo         | Rip            | Law         |
| 4th | James Garrett          | JustFrameJames | Law, Baek   |
| 5th | Christopher Villarreal | Crow           | Bob         |
| 5th | Jimmy Tran             | Mr. Naps       | Bryan       |
| 7th | Ryan Hart              | LLL\|Ryan Hart | Kazuya      |
| 7th | Hajime Taniguchi       | MCZ\|Tokido    | Bob         |

### 2020
Evo 2020 diễn ra từ ngày 31 tháng 7 đến ngày 2 tháng 8 tại khu nghỉ mát Mandalay Bay. Tuy nhiên, do đại dịch COVID-19, sự kiện đã bị hủy bỏ, tất cả các sự kiện và đặt phòng khách sạn bị hoàn lại. Các sự kiện giải đấu trực tuyến đã lên lịch từ ngày 4 tháng 7 đến ngày 2 tháng 8 như các hoạt động thay thế. Tuy nhiên, vào đầu tháng 7 năm 2020, xuất hiện các cáo buộc về hành vi sai phạm tình dục của Giám đốc điều hành EVO Joey Cuellar. Hội đồng quản trị EVO đã sa thải vị trí của Cuellar vào ngày 2 tháng 7 và thay thế bằng Tony Cannon làm Giám đốc điều hành tạm thời, nhưng sau đó, một số nhà sản xuất bao gồm Capcom, Bandai Namco, NetherRealm và Mane6 đã quyết định rút khỏi sự kiện. Hội đồng quản trị EVO quyết định hủy bỏ sự kiện, hoàn trả vé và quyên góp số tiền còn lại cho Dự án HOPE.

### 2021
Vào ngày 18 tháng 3 năm 2021, có thông báo rằng Evo đã bị mua lại sau một liên doanh giữa Sony Interactive Entertainment và công ty tìm kiếm tài năng Endeavour (RTS). Đồng thời thông báo rằng Evo Online 2021 sẽ tổ chức từ ngày 6 đến ngày 8 tháng 8 và ngày 13 đến ngày 15 tháng 8 năm 2021 và có sự góp mặt của các nội dung: Guilty Gear Strive, Mortal Kombat 11 Ultimate, Street Fighter V: Champion Edition, Tekken 7. Evo tuyên bố quyền sở hữu của Sony về cuộc thi sẽ không ảnh hưởng đến các nội dung không phải trên PlayStation, mặc dù có lưu ý rằng tất cả các nội dung trong sự kiện năm 2021 đều có sẵn hoặc dành riêng cho PlayStation.

## Vận động viên có nhiều chức vô địch nhất
| Thắng | Người chơi             | Biệt hiệu      | Năm                                          | Trò chơi |
| ----- | ---------------------- | -------------- | -------------------------------------------- | --- |
| 9     | Justin Wong            | Jwong          | 2001 2002 2003 2004 2006 2008 2009 2010 2014 | Marvel vs Capcom 2: New Age of Heroes Street Fighter III: 3rd Strike teams Marvel vs Capcom 2: New Age of Heroes Ultimate Marvel vs. Capcom 3                                             |
| 6     | Seon-Woo Lee           | Infiltration   | 2012 2013 2016 2018 2019                     | Super Street Fighter IV: Arcade Edition Version 2012, Street Fighter x Tekken teams Street Fighter x Tekken Street Fighter V Street Fighter V: Arcade Edition (Evo Japan) Samurai Shodown |
| 6     | Daigo Umehara          | Daigo          | 2003 2004 2009 2010                          | Super Street Fighter II Turbo, Guilty Gear X2 Super Street Fighter II Turbo, Guilty Gear X2 Street Fighter IV Super Street Fighter IV                                                     |
| 6     | Dominique McLean       | SonicFox       | 2014 2015 2016 2018 2019                     | Injustice: Gods Among Us, Mortal Kombat 9 Mortal Kombat X Mortal Kombat XL Dragon Ball FighterZ Mortal Kombat 11                                                                          |
| 4     | Ryo Yoshida            | BAS            | 2001 2005 2006 2007                          | Street Fighter Alpha 3 Capcom vs SNK 2 Guilty Gear XX Slash teams Capcom vs SNK 2 |
| 3     | Hajime Taniguchi       | Tokido         | 2002 2007 2017                               | Capcom vs SNK 2 Super Street Fighter II Turbo Street Fighter V |
| 3     | Carl White             | Perfect Legend | 2006 2011 2012                               | Dead or Alive 4 Mortal Kombat |
| 3     | John Choi              | John Choi      | 2000 2008                                    | Street Fighter Alpha 3 Super Street Fighter II Turbo, Capcom vs. SNK 2 |
| 3     | Shinya Ohnuki          | Nuki           | 2005 2007 2008                               | Street Fighter III: 3rd Strike |
| 3     | Alex Valle             | CaliPower      | 1996 2000                                    | Street Fighter Alpha 2 , Street Fighter III: 3rd Strike |
| 2     | Leonardo Lopez         | MkLeo          | 2018 2019                                    | Super Smash Bros. for Wii U (Evo Japan) Super Smash Bros. Ultimate |
| 2     | Arslan Siddique        | Arslan Ash     | 2019                                         | Tekken 7 (Evo Japan, Evo 2019) |
| 2     | Yusuke Momochi         | Momochi        | 2015 2019                                    | Ultra Street Fighter IV Street Fighter V: Arcade Edition (Evo Japan) |
| 2     | Omito Hashimoto        | Omito          | 2017 2018                                    | Guilty Gear Xrd REV 2 |
| 2     | Jae-min Bae            | Knee           | 2013 2018                                    | Tekken Tag Tournament 2 Tekken 7 (Evo Japan) |
| 2     | Hyun-jin Kim           | JDCR           | 2014 2017                                    | Tekken Tag Tournament 2 Tekken 7 |
| 2     | Adam Lindgren          | Armada         | 2015 2017                                    | Super Smash Bros. Melee |
| 2     | Joseph Marquez         | Mango          | 2013 2014                                    | Super Smash Bros. Melee |
| 2     | Ryan Hart              | ProdigalSon    | 2004 2008                                    | Tekken Tag Tournament Tekken 5: Dark Resurrection |
| 2     | Hiromiki Kumada        | Itazan         | 2004 2007                                    | Virtua Fighter 4: Evolution Virtua Fighter 5 |
| 2     | Christopher Villarreal | Crow           | 2005 2006                                    | Tekken 5 |
| 2     | Duc Do                 | Ducvader       | 2000 2005                                    | Marvel vs Capcom 2: New Age of Heroes |
| 2     | Kenji Obata            | KO             | 2003 2004                                    | Street Fighter III: 3rd Strike |
| 2     | Jason Cole             | Afro Cole      | 2001 2002                                    | Super Street Fighter II Turbo |